# Som Tam

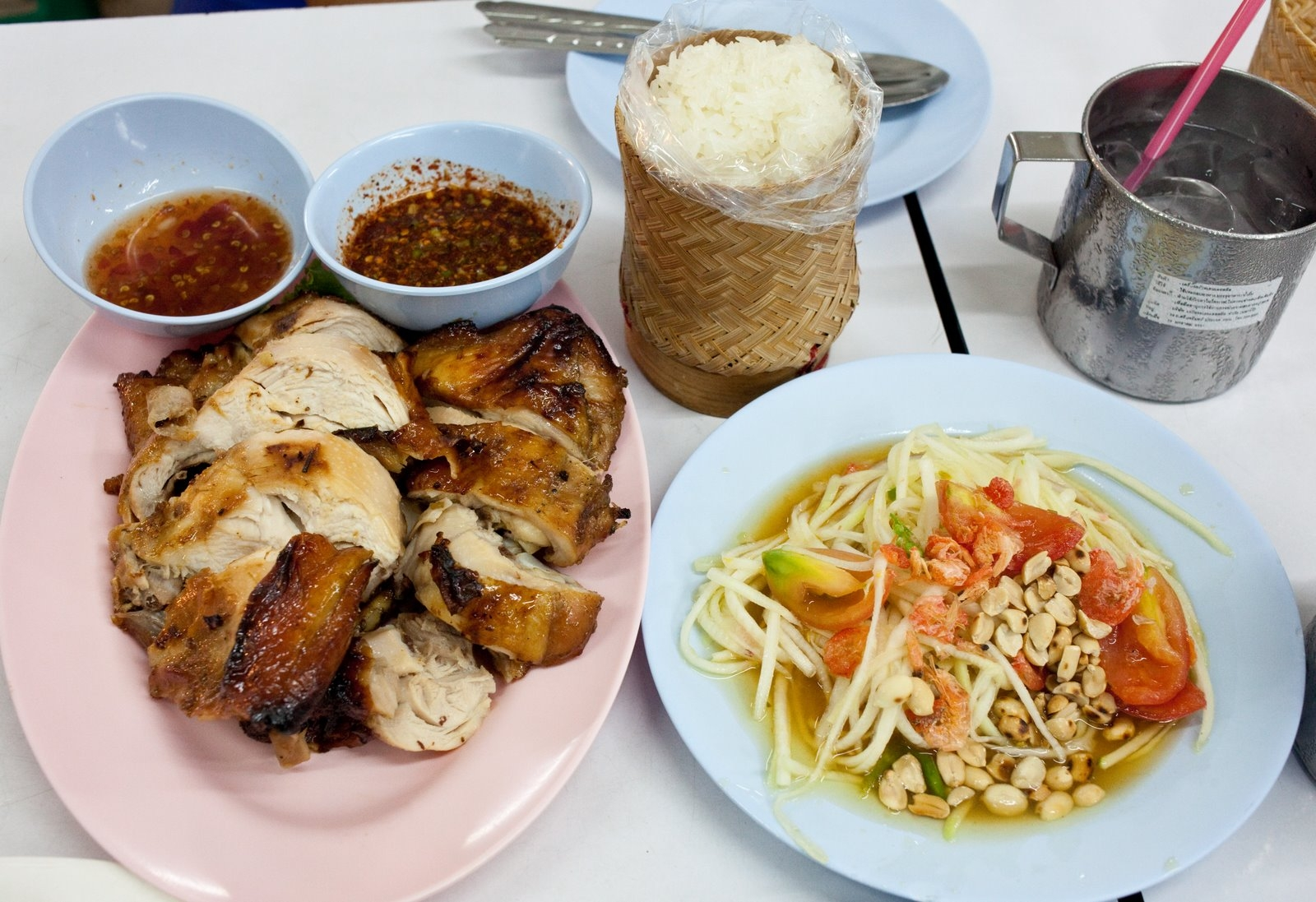
Som Tam (papajasalade), Kai Yang (gegrilde kip) en Khao Niaow (plakrijst) is een populaire combinatie

Som Tam (Thai: ส้มตำ) is een pittige papaja-salade, die populair is in Thailand. Het gerecht komt oorspronkelijk uit het noordoosten van Thailand (de regio Isaan). De salade bestaat behalve uit onrijpe papaja, soms ook uit pinda's, tomaat, gedroogde garnalen en hete chilipepers. De ingrediënten voor de dressing zijn knoflook, kapie (Thaise garnalenpasta), palmsuiker, vissaus en limoensap. In Isaan zelf worden ook nog nam plaa raa (een saus van gefermenteerde vis) en poo dong (gepekelde, rauwe krab) toegevoegd.
Het wordt vaak in combinatie gegeten met kleefrijst (khao niao) en gegrilde kip (kai yang). Het kan ook worden vermengd met gekookte, en dan afgekoelde, rijstvermicelli (som tam raad kanom chien).